# Спрыгиния
Спрыгиния (лат. Spryginia) — род травянистых растений семейства Капустные (Brassicaceae).
Род назван в честь советского ботаника Ивана Ивановича Спрыгина.

## Ботаническое описание
Однолетние голые травянистые растения, эфемеры. Листья цельные.
Соцветие — кисть. Чашелистики прямые, боковые при основании мешковидные. Лепестки длинноноготковые, розово-пурпурные. Тычинки без зубцов, нити длинных тычинок попарно сросшиеся, пыльники с 1 вполне развитым гнездом, другое гнездо редуцировано. Кнутри от коротких тычинок по одной поперечно-овальной или полулунной, вогнутой наружу медовой желёзке. Завязь сидячая, столбик короткий, рыльце конически-цилиндрическое, двулопастное. Плод — двустворчатый линейный стручок со створками, не совсем достигающими верхушки, плоскими, средняя жилка ясна только в нижней части. Семена однорядные, плоские, бескрылые или крылатые. Семядоли плоские.

## Виды
Род включает 7 видов:
- Spryginia afghanica Botsch.
- Spryginia crassifolia (Botsch.) Botsch.
- Spryginia falcata Botsch. — Спрыгиния серповидная
- Spryginia gracilis Botsch.
- Spryginia pilosa Botsch. — Спрыгиния волосистая
- Spryginia undulata Botsch.
- Spryginia winkleri (Regel) Popov typus — Спрыгиния Винклера